# Shin Getter Robot contro Neo Getter Robot
Shin Getter Robot contro Neo Getter Robot (真ゲッターロボ対ネオゲッターロボ?, Shin Gettâ Robo tai Neo Gettâ Robo) è una serie di 4 OAV mecha basati sui personaggi della serie di Getter Robot di Gō Nagai e Ken Ishikawa (e in particolare su Getter Robot Go e Shin Getter Robot).
I 4 episodi sono usciti in Giappone dal 21 dicembre 2000 al 25 giugno 2001, mentre in Italia è stato pubblicato solo il primo episodio in VHS e DVD dalla Dynamic Italia, che ha successivamente perso i diritti della serie a vantaggio della d/visual.
Il 12 novembre 2013 Yamato Video ha pubblicato in DVD e Blu-Ray la serie completa.

## Episodi
| Nº | Titolo italiano Giapponese 「Kanji」 - Rōmaji                                          | In onda          | In onda |
| Nº | Titolo italiano Giapponese 「Kanji」 - Rōmaji                                          | Giapponese       |         |
| 1  | Neo Getter Robot. Partenza! 「出撃!! ネオゲッターロボ!」 - Shutsugeki!! Neogettaarobo! | 21 dicembre 2000 |         |
| 2  | L'arrivo di Texas Mack! 「登場!! テキサスマック!」 - Tōjō!! Tekisasumakku!             | 25 febbraio 2001 |         |
| 3  | Rivivi!! Shin Getter Robot 「復活!! 真ゲッターロボ!」 - Fukkatsu!! Shin Gettaarobo!    | 25 aprile 2001   |         |
| 4  | Per il futuro del mondo! 「切り拓け!! 地球の未来!」 - Giri Hirake!! Chikyū No Mirai!   | 25 giugno 2001   |         |